# Інженерні війська

Умовне позначення інженерних військ НАТО

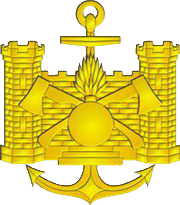
Емблема інженерних військ Збройних сил України

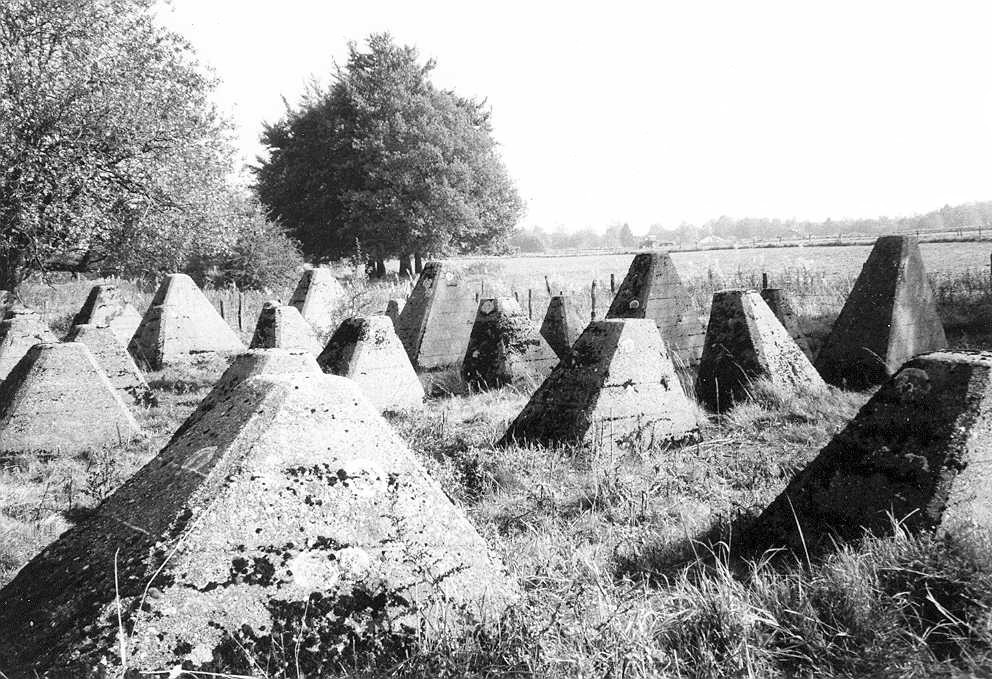
Протитанкові загородження

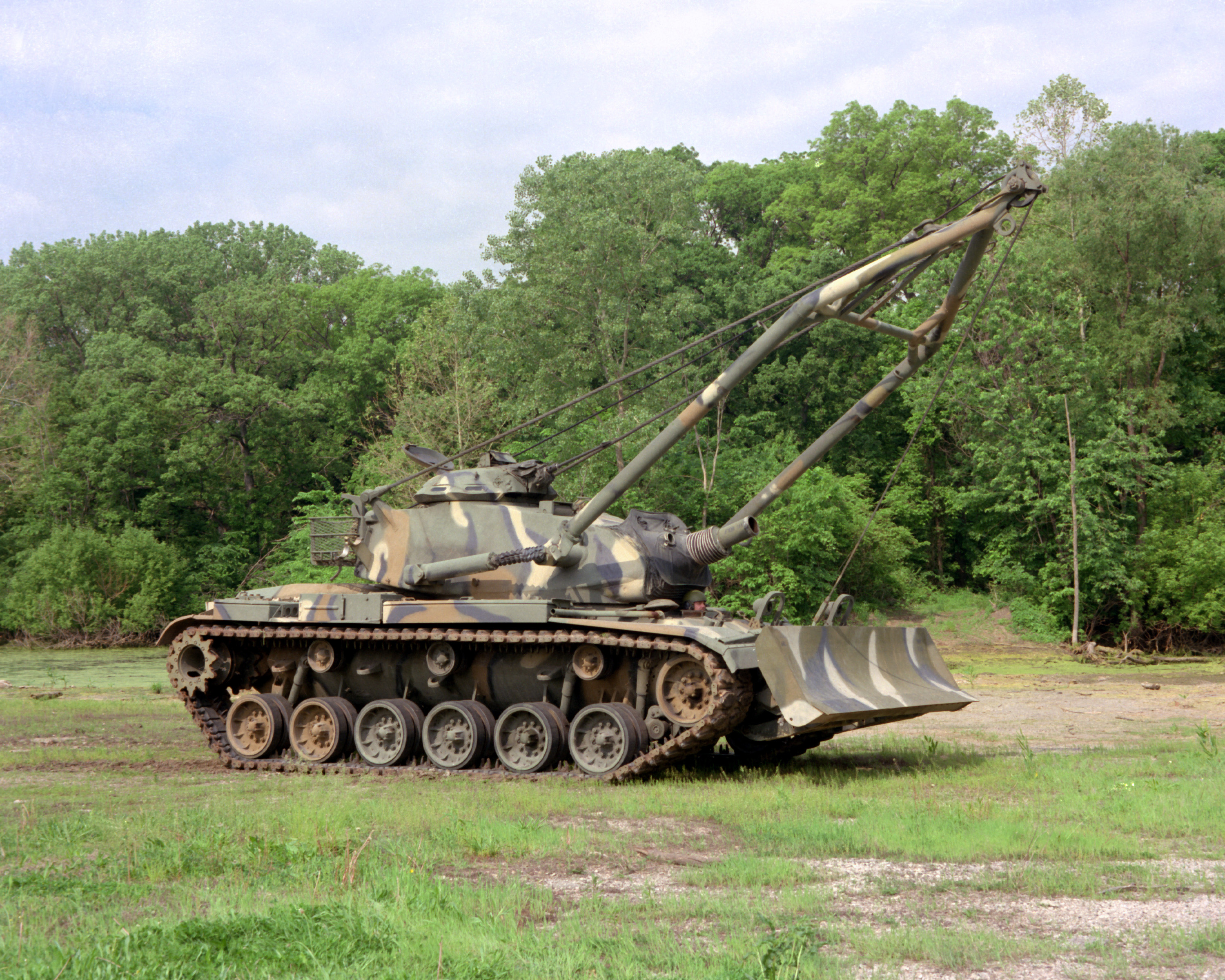
М728 броньована інженерна машина. Армія США

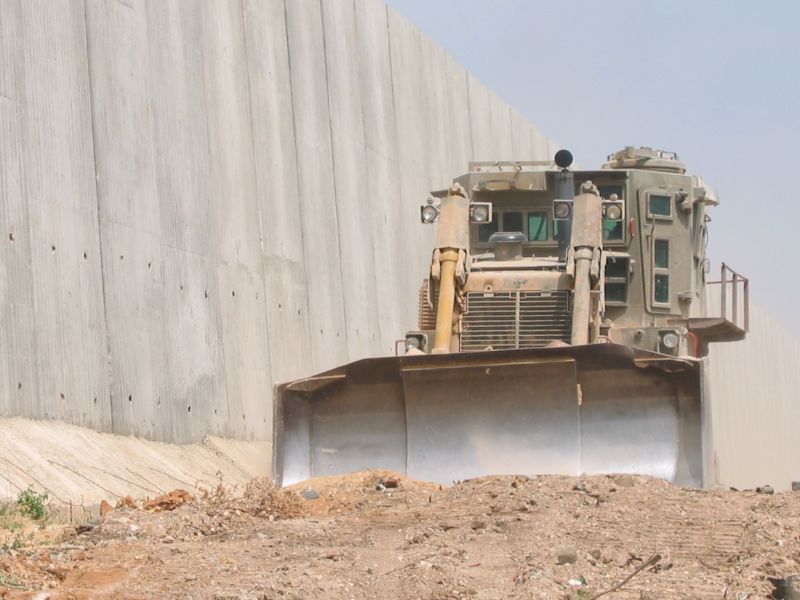
Інженерний бульдозер

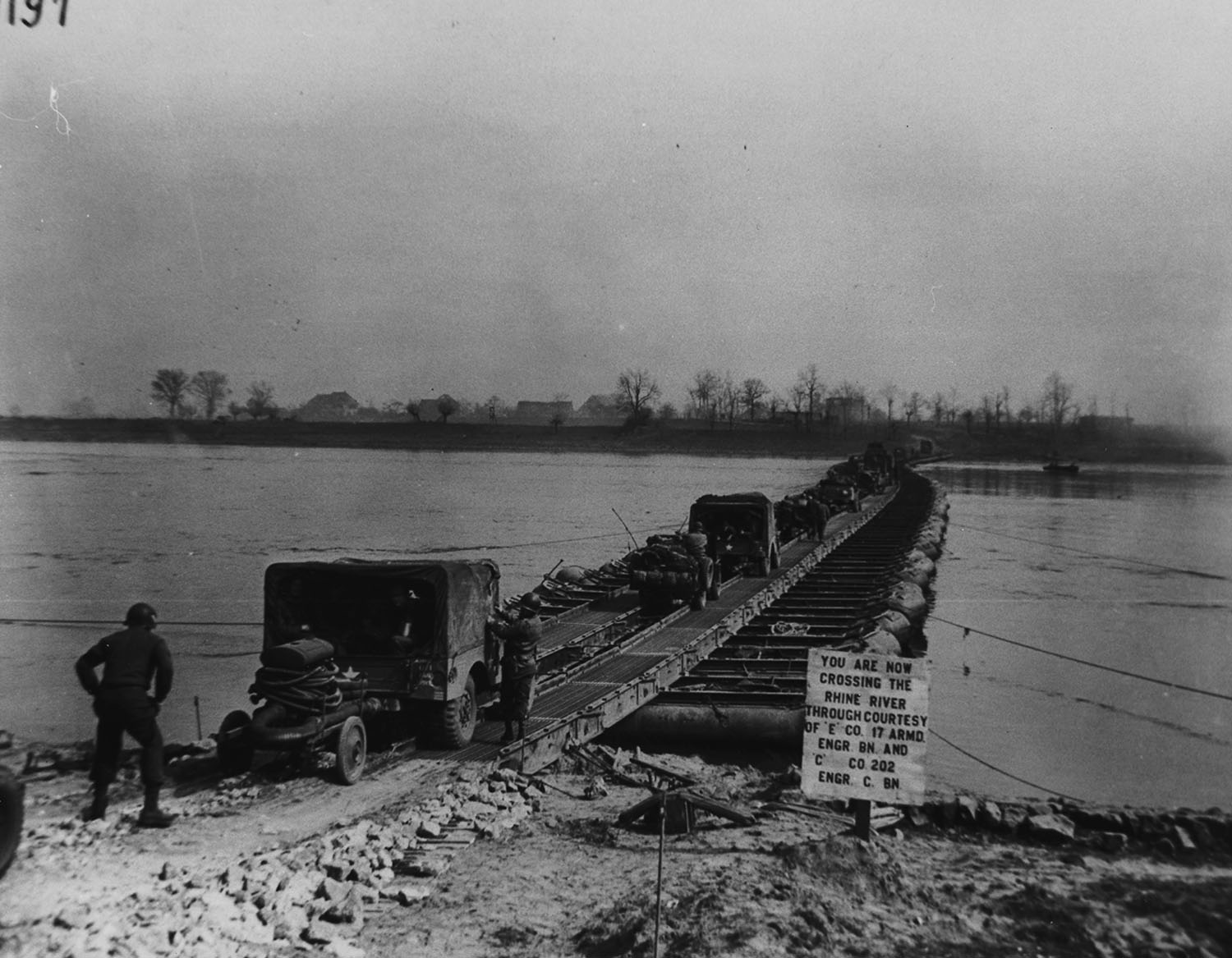
Понтонний міст наводиться через річку Рейн. 1945

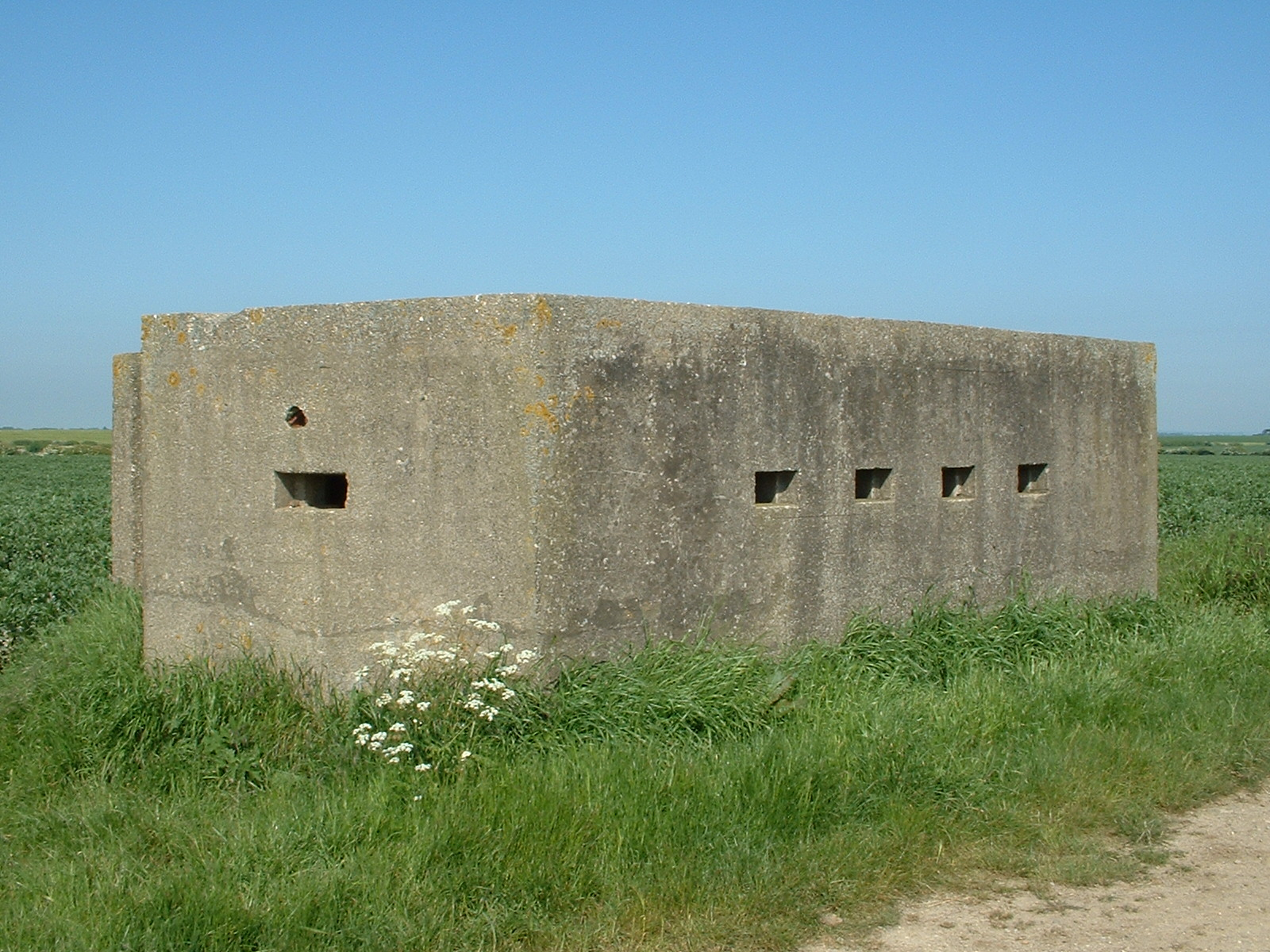
Дот

Інжене́рні війська́ (ІВ) — спеціальні війська, рід у сухопутних військах в арміях більшості держав, призначений для інженерного забезпечення бойових дій частин, з'єднань і об'єднань усіх видів збройних сил.

## Історія
На піку свого розквіту територія Римської імперії охоплювала майже 1,7 мільйона квадратних кілометрів і включала в себе більшу частину Південної Європи. Для ефективного управління настільки великою державою римляни побудували найскладніші системи доріг, з тих, які коли-небудь існували в стародавньому світі. Ці римські дороги, багато з яких використовуються і сьогодні, були побудовані з суміші землі, гравію і цегли, зробленої з граніту або загартованої вулканічної лави.
Римські інженери дотримувалися суворих стандартів при проектуванні своїх магістралей і створення доріг із вигнутим мощенням для кращого відведення води. До 200 року н. е. римляни побудували більше 50 000 кілометрів доріг, в першу чергу, для військових цілей. Магістралі дозволяли римському легіону долати 25 миль в день, а широка мережа поштових відділень сприяла тому, що секретні повідомлення та інші дані розвідки передавалися з вражаючою швидкістю. Цими дорогами часто управляли так само, як сьогодні сучасними шосе. Кам'яні покажчики відстаней та інформаційні знаки повідомляли мандрівникам відстані до місць призначення, в той час як спеціальні групи з римських солдатів діяли як дорожній патруль.
Подібні війська існували ще за часів Русі. Сапери, споряджені сокирами та шанцевим інструментом, окрім прокладання шляхів та спорудження метальних і облогових знарядь, під час штурму міста запалювали частокіл укріплення, прорубуючи у ньому прохід для важкої піхоти. Ці спеціалісти були праобразом вітчизняних військово-інженерних військ.

## Призначення та склад
Інженерні війська складаються зі з'єднань, частин і підрозділів різного призначення:
- інженерно-саперних (саперних),
- штурмових,
- загороджень і розгороджень,
- інженерно-дорожніх,
- мостобудівних (мостових),
- понтонно-мостових (понтонних),
- переправно-десантних (амфибійних),
- відновлення та захисту,
- позиційних,
- маскувальних,
- польового водопостачання (видобутку води),
- інженерно-аеродромних,
- морських інженерних,
- інженерно-базових,
- інженерно-будівельних і інших.

В арміях деяких держав є інженерні частини й підрозділи для застосування ядерних мін (фугасів). Організаційно інженерні війська входять до складу об'єднань, з'єднань і частин видів збройних сил, родів військ і резерву головного (верховного) командування. В Україні інженерні війська підпорядковані Головному управлінню оперативного забезпечення Збройних Сил ГШ ЗСУ.
У бою та операції інженерні війська виконують найскладніші завдання інженерного забезпечення, що вимагають спеціальної підготовки особового складу, застосування різної інженерної техніки й інженерних боєприпасів. Їхніми основними завданнями є:
- Інженерна розвідка противника місцевості та об'єктів;
- Фортифікаційне обладнання районів, рубежів, позицій, що займаються військами, районів розгортання пунктів управління;
- Влаштування та утримання інженерних загороджень, здійснення руйнувань;
- знищення (знешкодження) ядерних мін противника;
- Пророблення та утримання проходів в інженерних загородженнях та руйнуваннях;
- Влаштування переходів через перешкоди;
- Знищення виявлених розвідувально-сигнальних приладів противника;
- Розмінування місцевості та об'єктів;
- Підготовка та утримання шляхів руху військ, підвозу та евакуації;
- Обладнання та утримання переправ при форсуванні (подоланні) водних перешкод;
- Інженерні заходи з маскування військ та об'єктів;
- Інженерні заходи з забезпечення дій вертольотів дивізії;
- Інженерні заходи з ліквідації наслідків ядерних ударів противника;
- Добування, очищення води та обладнання пунктів польового водопостачання.

В арміях деяких країн на інженерні війська покладає, крім того, устаткування аеродромів, прокладка й утримання польових трубопроводів, утримання внутрішніх водних шляхів, виконання топографічних, картографічних і геодезичних робіт та інше